# Liesing
Liesing ([ˈhɪtsɪŋ]ⓘ) is het 23ste district van Wenen. Het district ligt in het zuiden van Wenen.

## Geschiedenis
Het Rode Leger marcheerde Liesing binnen op 9 en 10 april 1945. De Sovjets bezetten Liesing tot 1955.
Liesing is sinds 1995 verbonden met de Weense ondergrondse via de U6-lijn.

## Wijken

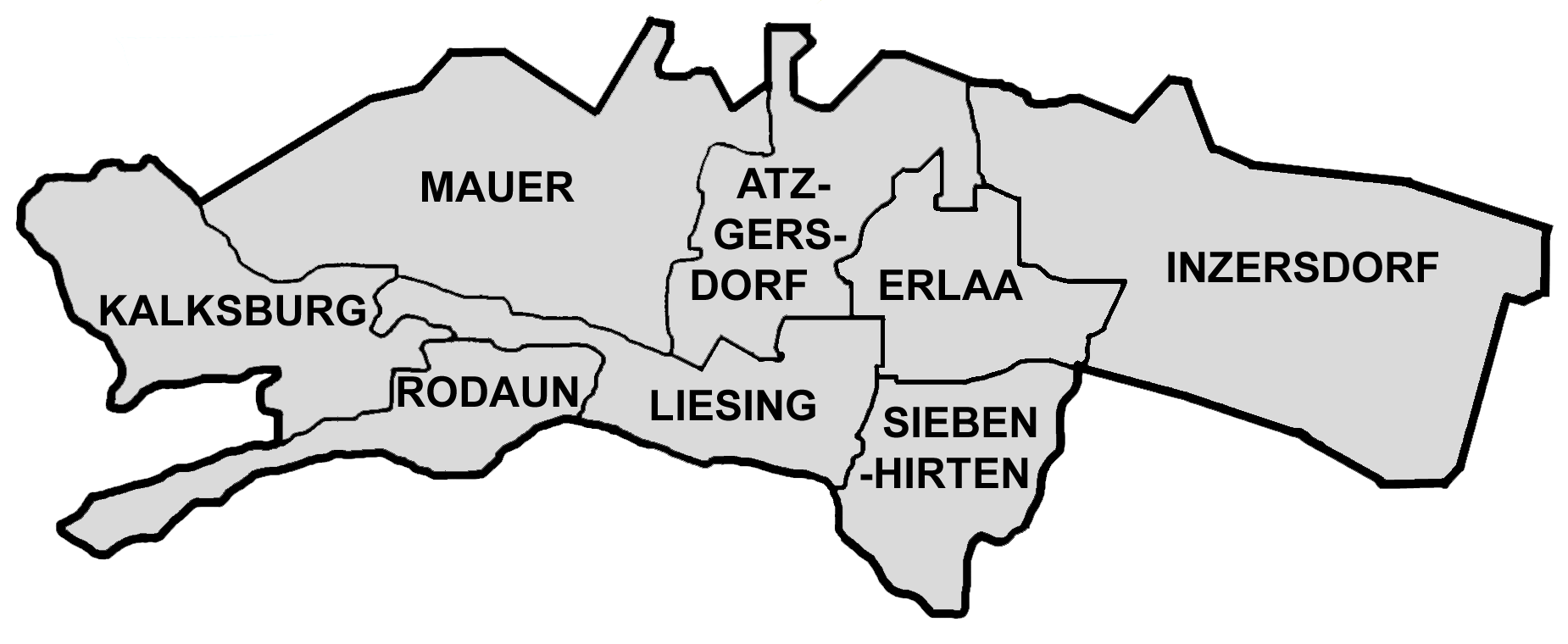
Liesing werd gevormd uit acht voorheen onafhankelijke gemeenschappen.

| Oppervlakte van de Wijken | Oppervlakte van de Wijken |
| ------------------------- | ------------------------- |
| Atzgersdorf               | 376,42 ha                 |
| Erlaa                     | 238,96 ha                 |
| Inzersdorf                | 854,06 ha                 |
| Kalksburg                 | 375,70 ha                 |
| Liesing                   | 273,82 ha                 |
| Mauer                     | 639,57 ha                 |
| Rodaun                    | 214,45 ha                 |
| Siebenhirten              | 251,22 ha                 |

## Bezienswaardigheden
- Wotrubakerk
- Liesinger kasteel
- Alterlaa-kasteel

## Afbeeldingen

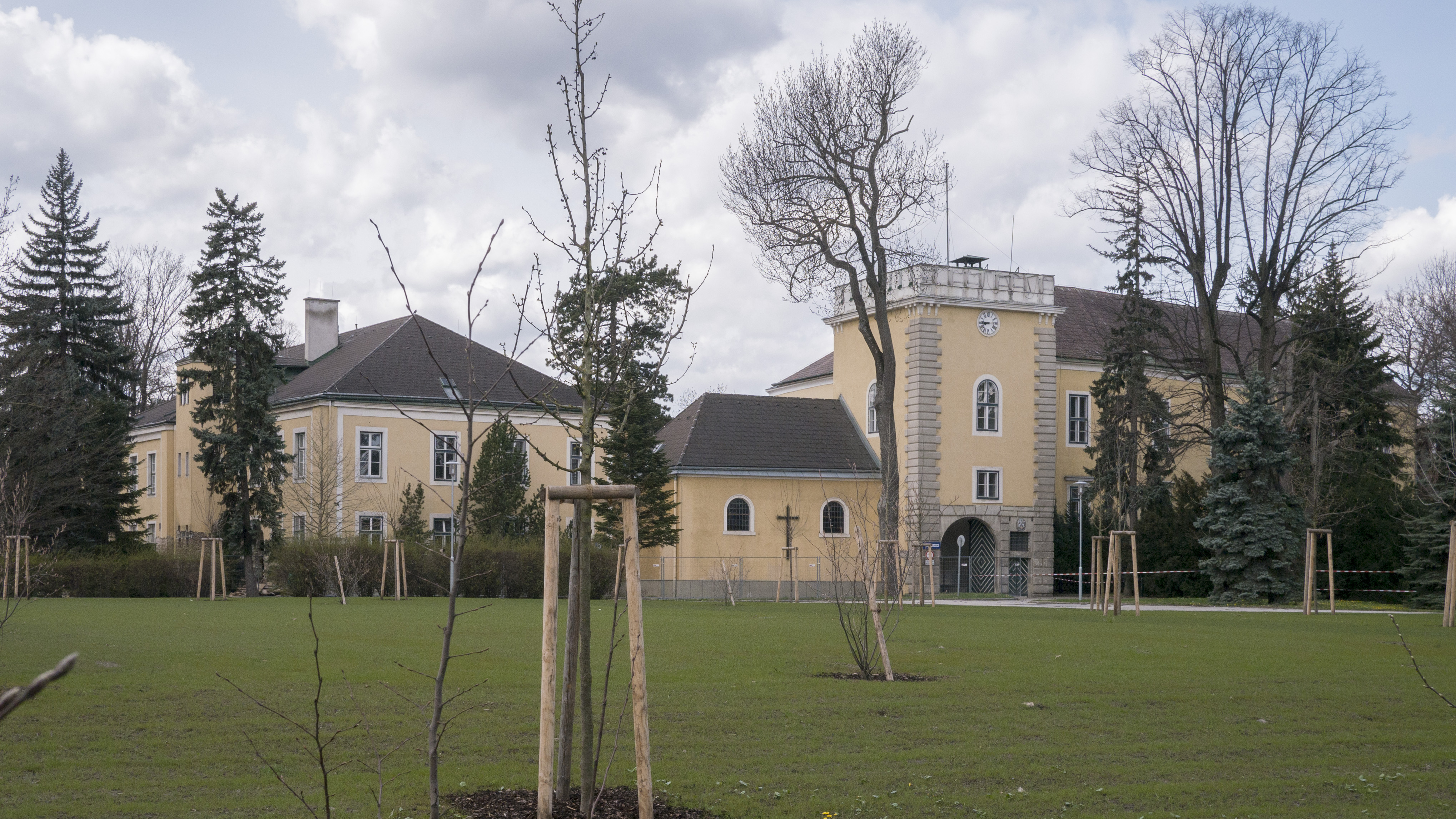
Liesinger kasteel
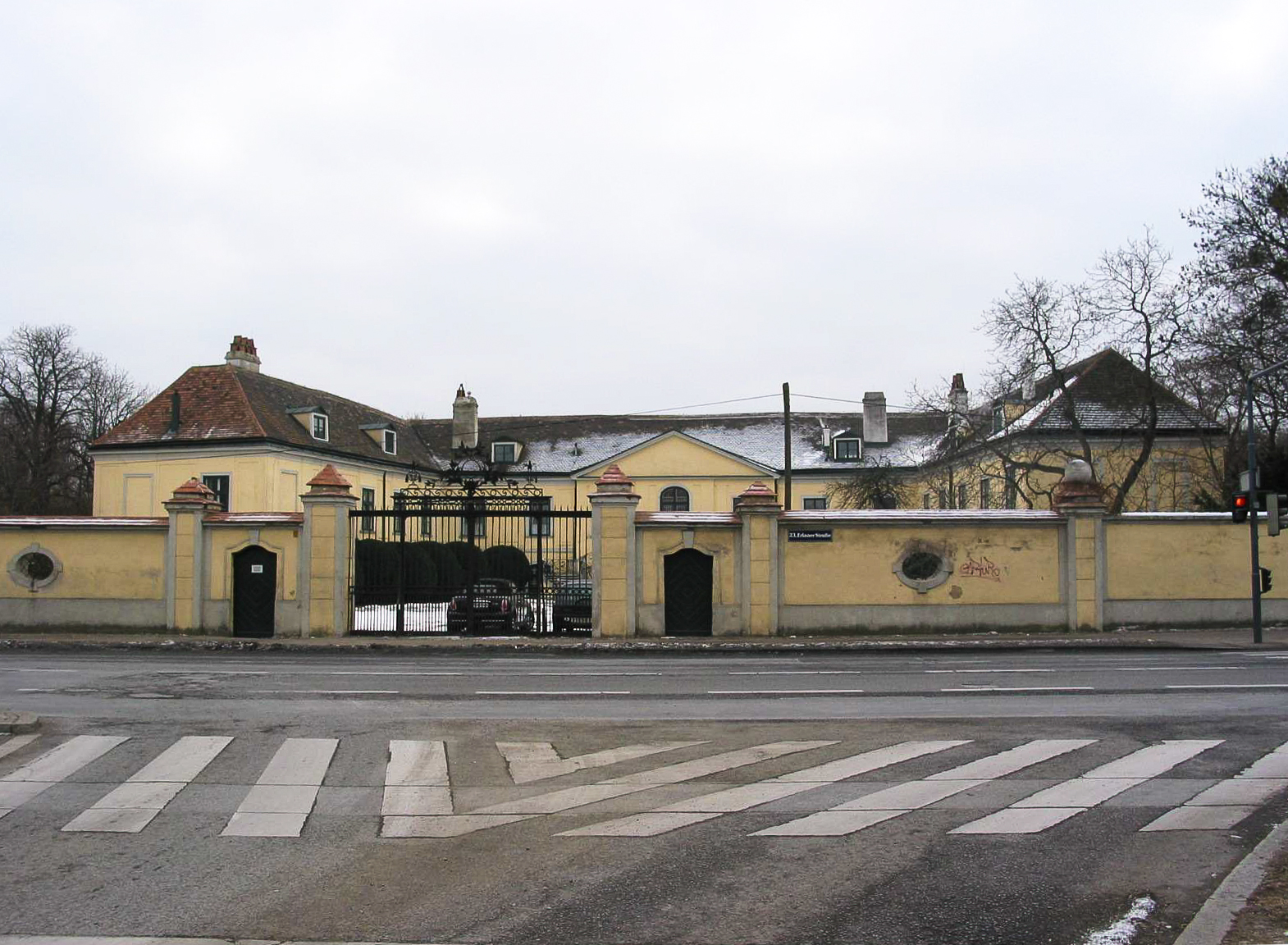
Alterlaa-kasteel
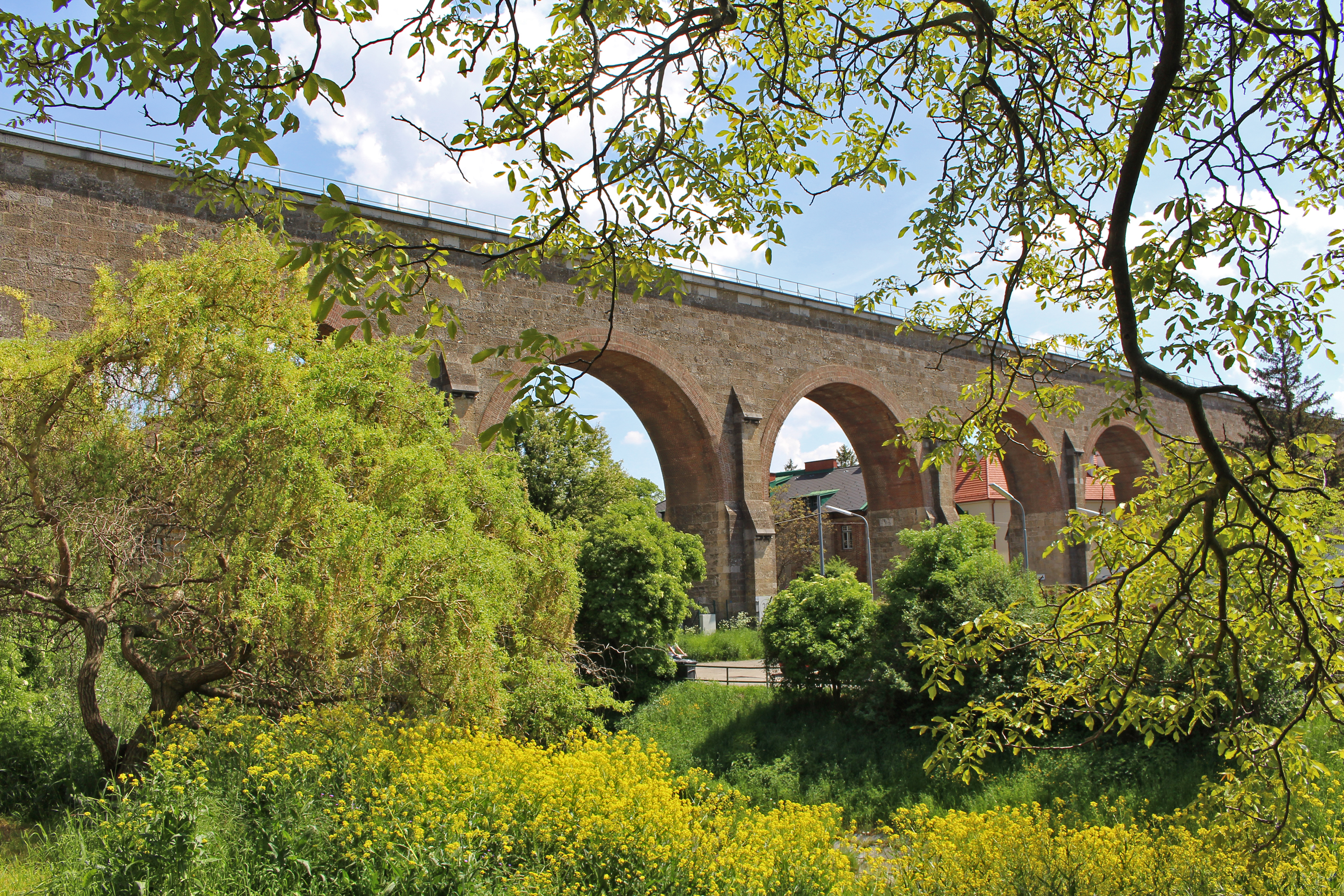
Aquädukt Liesing
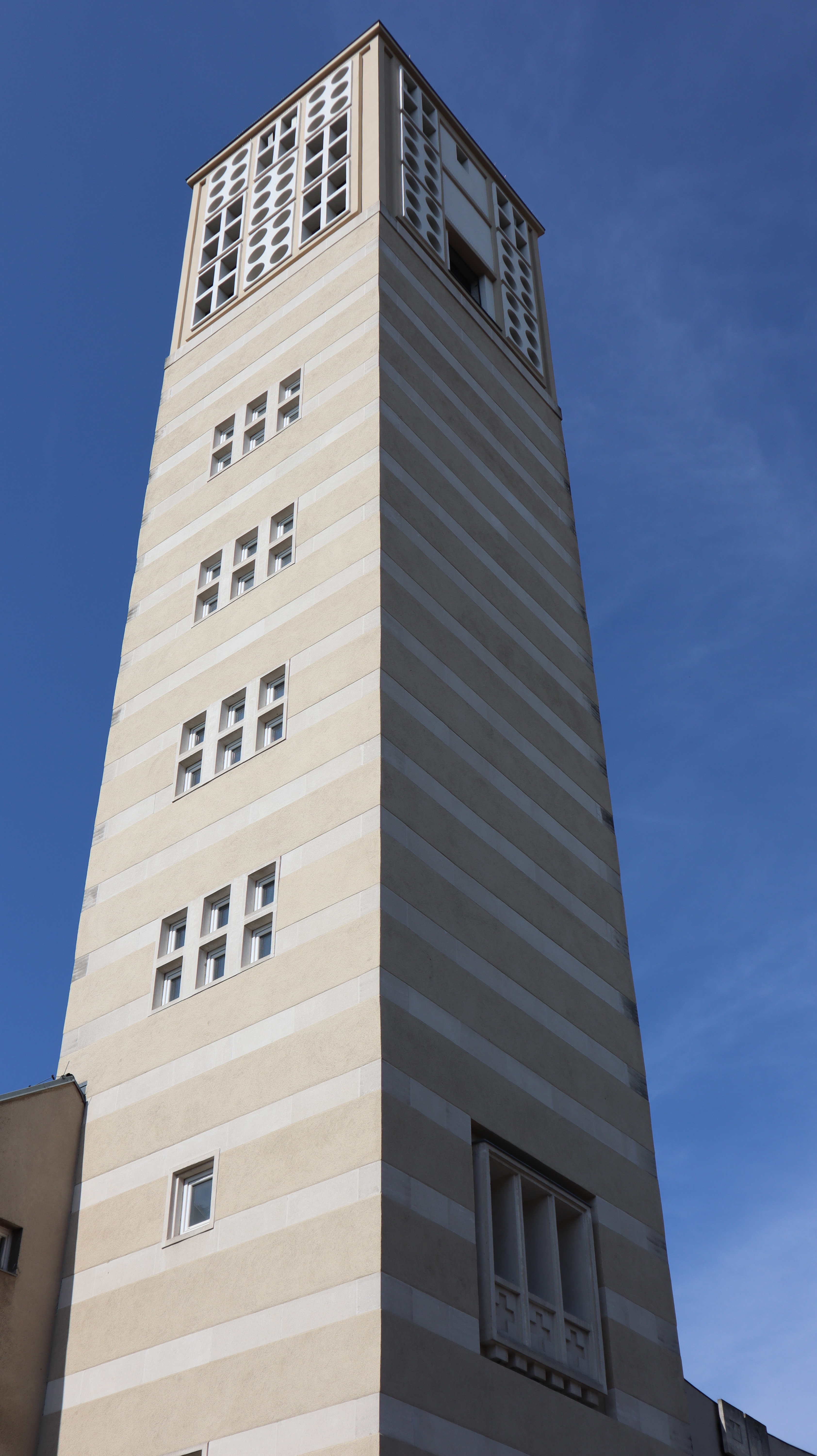
Parochiekerk van Liesing
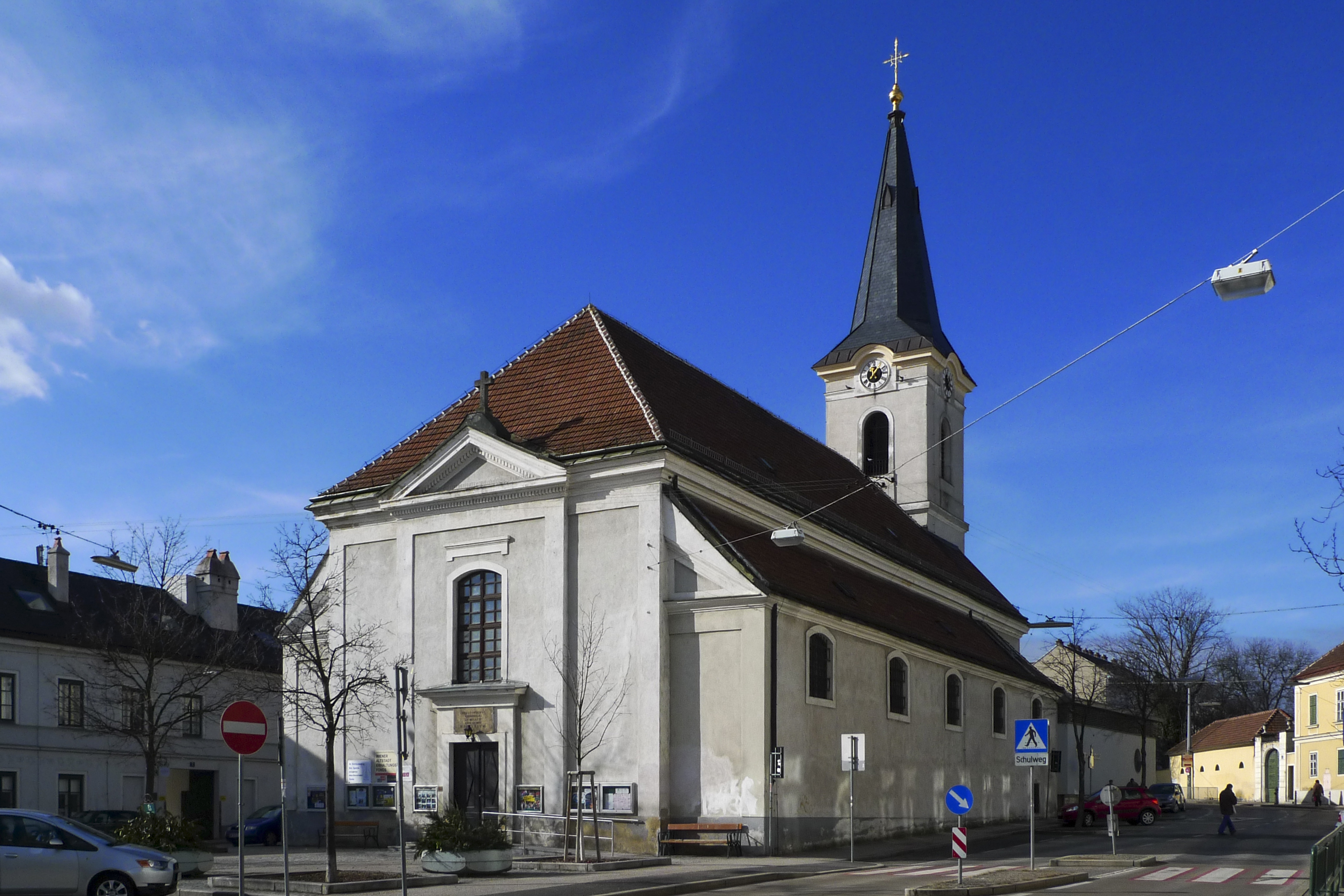
Parochiekerk van Atzgersdorf
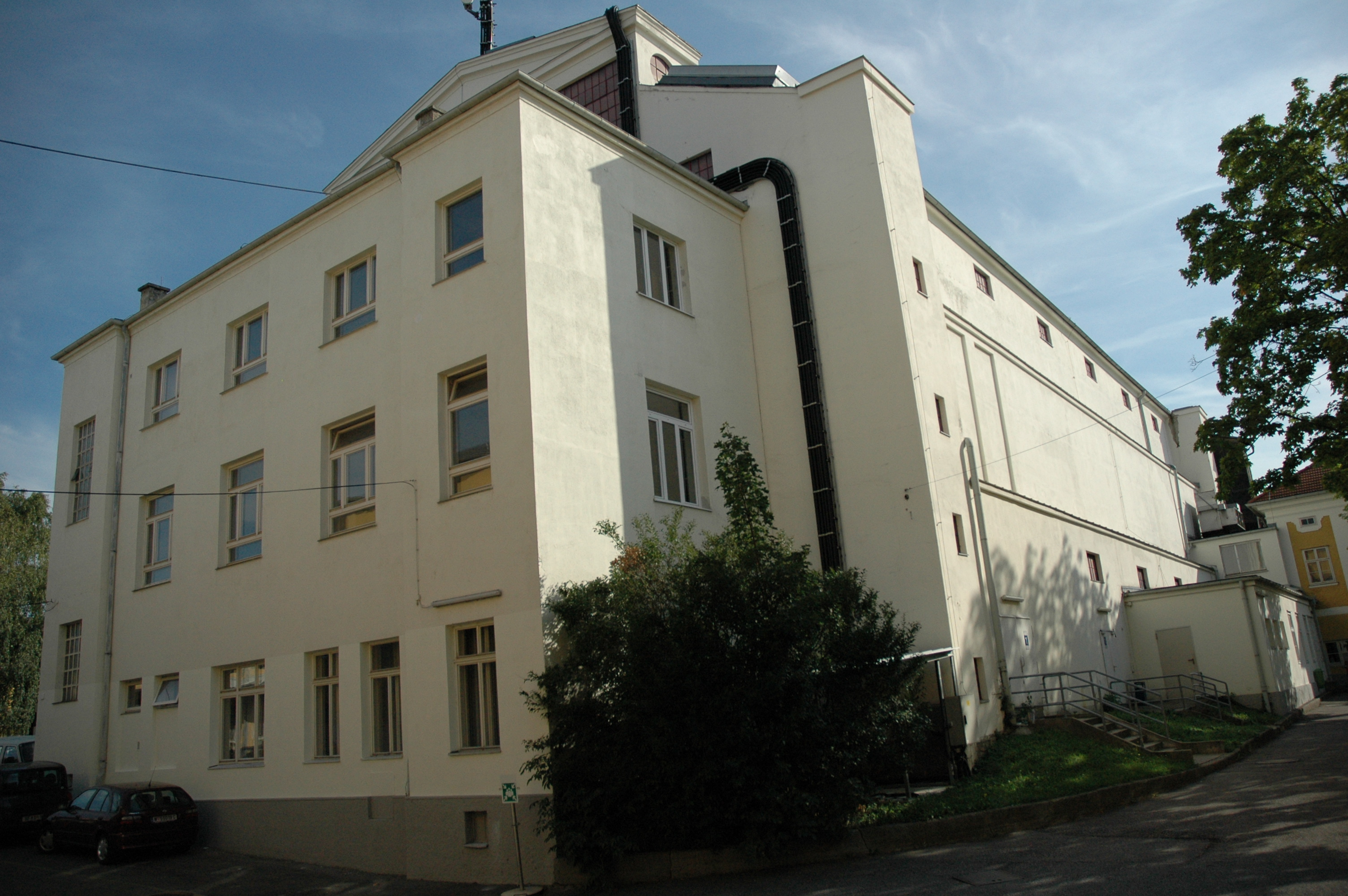
Hoofdzaal van de filmstudio's van Rosenhügel
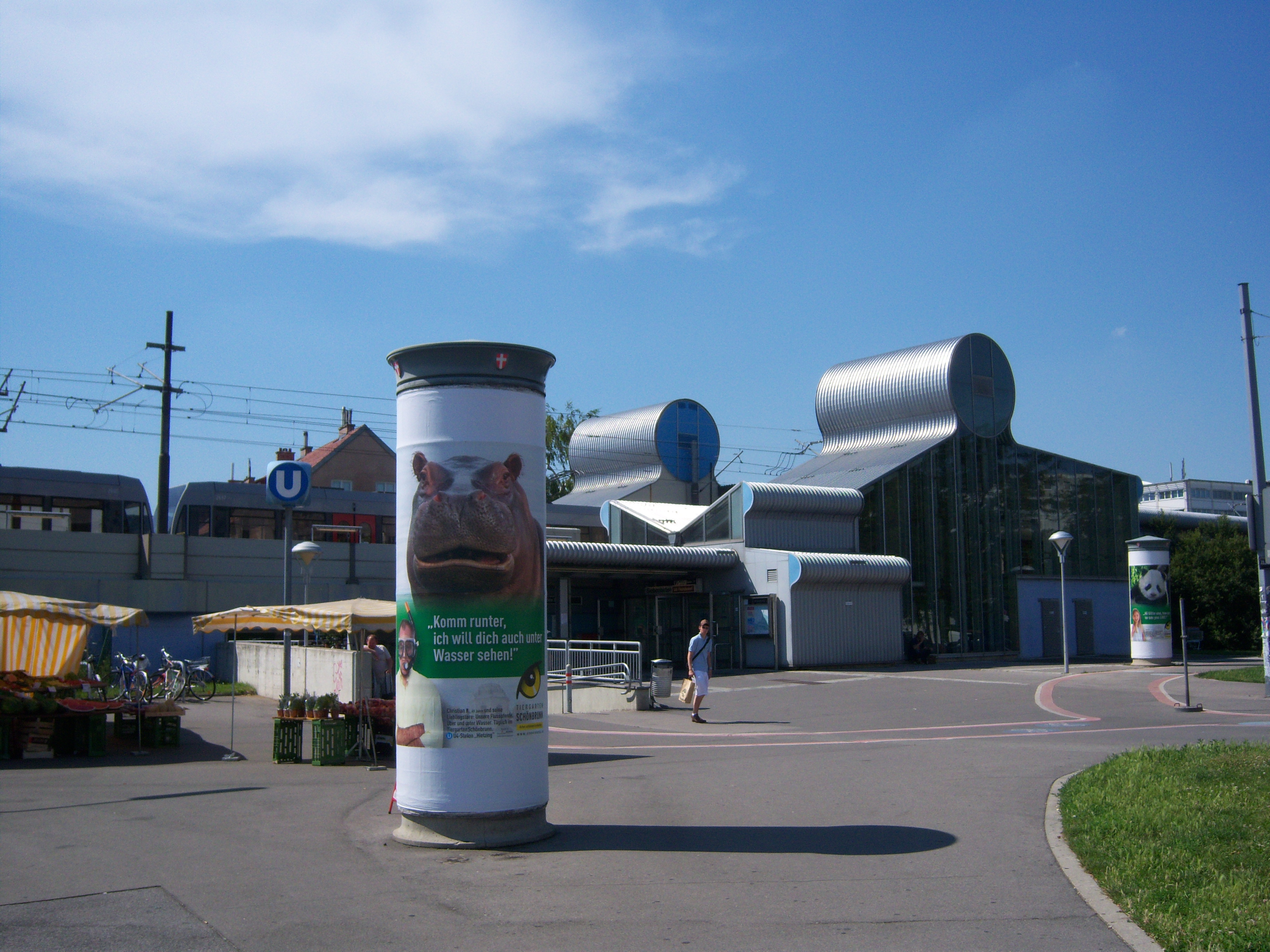
U-Bahn-Station Siebenhirten

1 Innere Stadt · 2 Leopoldstadt · 3 Landstraße · 4 Wieden · 5 Margareten · 6 Mariahilf · 7 Neubau · 8 Josefstadt · 9 Alsergrund · 10 Favoriten · 11 Simmering · 12 Meidling · 13 Hietzing · 14 Penzing · 15 Rudolfsheim-Fünfhaus · 16 Ottakring · 17 Hernals · 18 Währing · 19 Döbling · 20 Brigittenau · 21 Floridsdorf · 22 Donaustadt · 23 Liesing